# Yo Frankie!
Yo Frankie! (codenaam: Apricot) is een open source computerspel van het Blender Institute. Het is in november 2008 uitgebracht. Het spel is gebaseerd op de personages en omgeving in de film Big Buck Bunny, eveneens van het Blender Institute. Het spel is gemaakt met vrije software. Het spel kan gespeeld worden op alle platformen waarop het Crystal Space framework gedraaid kan worden, waaronder Linux, Mac OS X en Windows.
Het spel zal worden uitgebracht onder de GPL of LGPL en alle content wordt vrijgegeven onder de Creative Commons Attribution 3.0-licentie.
De naam Yo Frankie! verwijst naar Frank, de protagonist van het spel. De naam werd voorgesteld door Ton Roosendaal en uitgekozen bij een stemming.

## Verhaal
De speler speelt als Frank, een van de antagonisten in Big Buck Bunny.
Er worden meerdere episodes gemaakt en de eerste episode heet A Furry Vendetta.

## Ontwikkeling
De ontwikkeling van het spel begon op 1 februari 2008 en het was voltooid in juli 2008. Het modelleren, de animaties en het level design zijn gedaan met Blender, het open source programma van de Blender Foundation. Het spel gebruikt het Crystal Space framework en het gebruikt Python als scripttaal.
Alhoewel het spel aanvankelijk ontwikkeld werd voor de Crystal Space-engine, heeft men later tijdens de ontwikkeling het spel ook laten werken met hun eigen Blender Game Engine. Het voordeel hiervan is dat de level designers en grafische artiesten sneller zaken konden testen, zoals levels of 3D-objecten. Deze zijn al met behulp van Blender gemaakt waardoor ze sneller te importeren zijn in de Blender Game Engine dan in de Crystal Space-engine.
Het spel zou aanvankelijk eind augustus 2008 uitgebracht worden maar door technische problemen werd dit vertraagd tot halverwege november 2008.
Op 4 juli 2009 werd versie 1.1 van het spel uitgebracht. Het spel werd bijgewerkt naar de huidige versie van Blender en drie nieuwe levels werden toegevoegd. Tussen levels is nu ook een laadscherm te zien. Daarnaast werd het spel sneller gemaakt en de bestanden werden opgeschoond (onnodige gegevens/bestanden weggehaald e.d.).